# Sam Gyimah

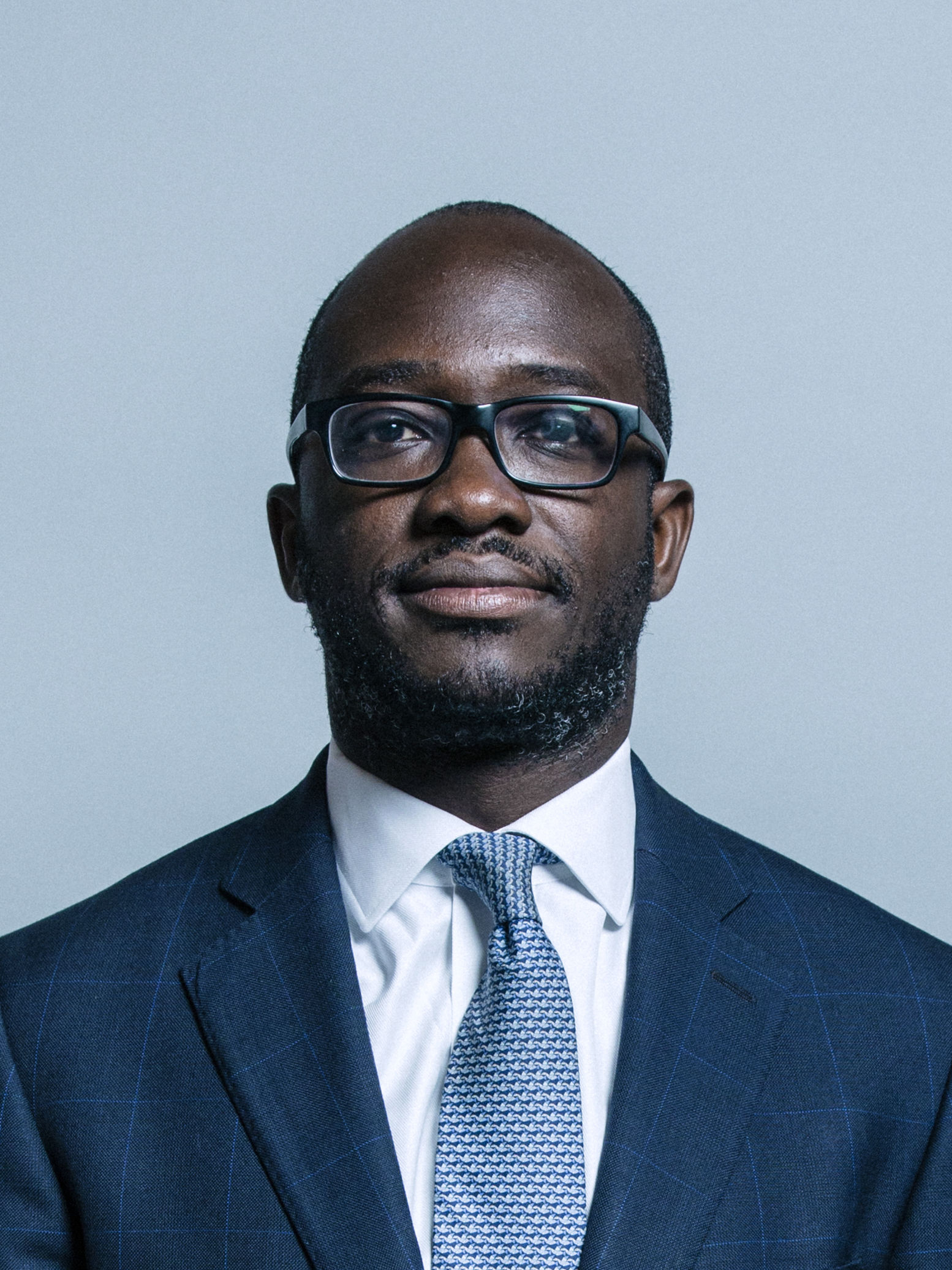
Sam Gyimah (2017)

Sam Gyimah (* 10. August 1976 in Beaconsfield, Buckinghamshire) ist ein britischer Politiker der Liberal Democrats, davor Conservative Party.

## Leben
Gyimahs Eltern trennten sich, als er sechs Jahre alt war. Seine Mutter ging daraufhin in ihr Herkunftsland Ghana, während der Vater im Vereinigten Königreich blieb, und Gyimah besuchte die Achimota School in Accra. Er kehrte 1992 nach Großbritannien zurück und absolvierte dort seine GCSE und A-levels am Freman College, einer integrierten Gesamtschule (comprehensive school) in Hertfordshire. Danach gewann er ein Stipendium für das Somerville College der University of Oxford und studierte Politik- und Wirtschaftswissenschaften. 1997 war er Präsident des Oxford Union-Debattierclubs. Nach seinem Studium erhielt er eine Anstellung beim US-amerikanischen Unternehmen Goldman Sachs.
Bei der Unterhauswahl 2010 wurde er im Wahlkreis East Surrey für die Konservative Partei ins Unterhaus gewählt. Den Wahlkreis verteidigte er bei den Wahlen 2015 und 2017. Im Kabinett Cameron I war er vom 7. Oktober 2013 bis 14. Juli 2014 Lord of the Treasury und vom 14. Juli 2014 bis 12. Mai 2015 Staatssekretär im Cabinet Office. Im Kabinett May I war er vom 17. Juli 2016 bis 9. Januar 2018 Parlamentarischer Unterstaatssekretär für Gefängnisse und Bewährung. Vom 9. Januar 2018 bis 30. November 2018 war Gyimah Minister für Bildung und Universitäten im Vereinigten Königreich. Nach dem Rücktritt Theresa Mays vom Amt der Premierministerin im Juni 2019 erklärte er, für den Parteivorsitz der Konservativen antreten zu wollen und damit gegen Boris Johnson zu kandidieren, zog seine Bewerbung jedoch zurück.
Nachdem Gyimah mit der Opposition gegen die Regierung abgestimmt hatte, um damit einen EU-Austritt ohne Abkommen zu verhindern, wurde Gyimah am 4. September 2019 aus der Fraktion der Conservative Party ausgeschlossen. Am 14. September 2019 trat er aus der Partei aus und  den Liberal Democrats bei.
Gyimah ist verheiratet und hat zwei Kinder.